# Prueba de usabilidad
La prueba de usabilidad por parte del usuario es una técnica usada en el diseño de interacciones centrado en el usuario para evaluar un producto mediante pruebas con los usuarios mismos. Esto puede ser visto como una práctica de usabilidad irreemplazable, dado que entrega información directa de cómo los usuarios reales utilizan el sistema. Este es en contraste con los métodos de inspección de usabilidad donde expertos usan diferentes métodos para evaluar una interfaz de usuario sin involucrar a usuarios reales.
Las pruebas de usabilidad se enfocan en medir la capacidad de un producto de fabricación humana en cumplir el propósito para el cual fue diseñado. Ejemplos de productos que normalmente se benefician de pruebas de usabilidad son comidas, productos de consumo, sitios web o aplicaciones web, interfaces de usuario, documentos y dispositivos. Las pruebas de usabilidad miden la usabilidad, o facilidad de uso, de un objeto específico o un conjunto de objetos, mientras que los estudios de interacción persona-computador intentan formular los principios generales.
Las pruebas de usabilidad consisten en seleccionar a un grupo de usuarios de una aplicación y solicitarles que lleven a cabo las tareas para las cuales fue diseñada, en tanto el equipo de diseño, desarrollo y otros involucrados toman nota de la interacción, particularmente de los errores y dificultades con las que se encuentren los usuarios.
No es necesario que se trate de una aplicación completamente terminada, pudiendo tratarse de un prototipo.

## Métricas de usabilidad
- Exactitud: Número de errores cometidos por los sujetos de prueba y si estos fueron recuperables o no al usar los datos o procedimientos adecuados.
- Tiempo requerido para concluir la actividad.
- Recuerdo: Qué tanto recuerda el usuario después de un periodo sin usar la aplicación.
- Respuesta emocional: Cómo se siente el usuario al terminar la tarea (bajo tensión, satisfecho, molesto, etcétera).

## Disciplinas relacionadas

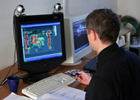
Test de usabilidad mediante la técnica de Seguimiento de ojos

Actualmente se realizan pruebas de usabilidad mediante diversas técnicas. Entre ellas están el seguimiento de ojos y la analítica de clics en la que un usuario navega por primera vez en una web y se analiza su comportamiento dentro de la misma. Concretamente, el seguimiento de ojos permite conocer dónde fija la vista el usuario y durante cuánto tiempo, para después intentar encontrar sus motivos y utilizarlos para mejorar la web, anuncio, etc. y beneficiar la experiencia a los usuarios. Además, hay tecnologías que van más allá e infieren la implicación emocional con la que se está observando mediante datos relativos al parpadeo, dilatación de la pupila o velocidad de movimiento. Esto es posible mediante un eyetracker, un monitor especial que lanza rayos infrarrojos a los ojos de quien lo usa. Estos rayos rebotan en su pupila y vuelven al aparato, permitiendo así calcular con precisión dónde está mirando. Los diagramas y mapas de atención ocular obtenidos mediante el seguimiento de ojos contribuyen a la comunicación de análisis de usabilidad.
Por otra parte, la analítica de clics también puede ayudar a mejorar la usabilidad web a través del análisis de la secuencia de clics que realiza un usuario, que simula el movimiento de los ojos en una web.
El seguimiento de ojos capta movimientos de ojos significativamente más involuntarios que la analítica de clics, proporcionando abundante información sobre el subconsciente del visitante en un entorno controlado y con la mayor exactitud. Sin embargo, la analítica de clics sostiene que es más valioso entender las intenciones del cliente que su comportamiento subconsciente, y tiene como ventaja su bajo coste y poder observar el comportamiento en el ambiente natural del visitante.

## Métricas de usabilidad

### Norma ISO / IEC 9126-4 de Usabilidad Métrica
La norma ISO 9241-11 define usabilidad como "el grado en que un producto puede ser utilizado por usuarios específicos para lograr los objetivos específicos con efectividad, eficiencia y satisfacción en un contexto de uso".
Las métricas de usabilidad son medidas precisas de calidad utilizadas para evaluar un sistema.
La norma ISO/IEC 9126-4 recomienda que las métricas de usabilidad deben incluir:
- Eficacia: La exactitud e integridad con la que los usuarios a lograr los objetivos especificados.
- Eficiencia: Los recursos gastados en relación con la exactitud e integridad con la que los usuarios a lograr objetivos.
- Satisfacción: La comodidad y la aceptabilidad de uso. La satisfacción hace referencia a cómo los usuarios se sientan sobre el sistema.

Medidas de eficacia de usabilidad
- Número de tareas que pueden realizarse.
- Porcentaje de funciones relevantes utilizadas.
- Porcentaje de tareas completadas con éxito en el primer intento.
- Número de errores persistentes.
- Número de errores por unidad de tiempo.
- Porcentaje de usuarios capaces de completar con éxito la tarea.
- Número de solicitudes de asistencia que realiza la tarea.
- Medida objetiva de la calidad de la producción.
- Medida objetiva de la cantidad de producción.
- Porcentaje de usuarios que pueden llevar a cabo tareas clave sin leer el manual.

Medidas de eficiencia de usabilidad:
- Tiempo para ejecutar un conjunto particular de instrucciones.
- Tiempo empleado en el primer intento.
- Tiempo para realizar una determinada tarea.
- Tiempo para realizar la tarea en comparación con un experto.
- Tiempo para alcanzar el rendimiento de expertos.
- Número de pulsaciones de teclas adoptadas para lograr la tarea.
- El tiempo dedicado a la corrección de errores.
- Número de iconos recordados después de la finalización de la tarea.
- Porcentaje de tiempo dedicado al uso del manual.
- El tiempo dedicado en volver a aprender las funciones.

Medidas de satisfacción:
- Porcentaje de los clientes que califican el producto como "más satisfactorio" que un producto anterior.
- Cambio de uso voluntario.
- Porcentaje de clientes que se sienten "en control" del producto.
- Porcentaje de clientes que se lo recomendaría a un amigo después de su uso de dos horas.

## Indicadores de usabilidad
La usabilidad se mide generalmente usando una serie de indicadores que sean observables y cuantificables de los cuales se pueda obtener unos resultados tangibles más allá de la intuición. A continuación se enumeran los más frecuentes:
1. Tasa de completación de tarea: este indicador se contabiliza de manera binaria (1 = Tarea Realizada con Éxito y 0 = Tarea no Superada) esta medida permite conocer de una manera simple la facilidad de uso a la hora de realizar una tarea.
2. Problemas de usabilidad: este indicador revela los problemas que le han surgido al usuario a la hora de realizar una tarea, además puede incorporar una escala de gravedad ligada a los problemas surgidos. Ayuda a conocer la probabilidad con la que el usuario se encontrará con un problema en cada fase del desarrollo. Además se pueden obtener estadísticas de la cantidad de problemas que le surgen a cada usuario y cuáles son los problemas más frecuentes.
3. Tiempo de completación de tarea: sirve para medir la eficiencia y la productividad. Es el tiempo total utilizado para llevar a cabo una tarea. Esta medida registra las horas, minutos y segundos empleados.
4. Nivel de satisfacción de la tarea: se trata de un pequeño cuestionario para averiguar la dificultad que ha observado el usuario al realizar la tarea, que además servirá para comparar la dificultad entre varias tareas.
5. Nivel de satisfacción de la prueba: cuestionario en forma de una o varias preguntas que recogen las impresiones que el usuario ha percibido en cuanto a la facilidad o dificultad del uso general de la aplicación, sitio web etc.
6. Errores: este indicador recoge cualquier acción involuntaria, error, omisión o acción no deliberada que el usuario haya cometido al intentar realizar una tarea. Recupera cada incidencia junto con una descripción. Este indicador es de gran ayuda ya que revela los campos que con mayor frecuencia causan confusión al usuario, y en los que comete fallos o acciones equivocadas que provocan la desviación del objetivo propuesto por la tarea. Esto último recuerda al significado raíz de usabilidad por lo que hay que prestarle mayor atención. Además se pueden ordenar por categorías y clasificar en función de su importancia.
7. Expectativas: en este indicador se le pide al usuario que estime el nivel de dificultad que espera encontrar a la hora de realizar una tarea, para luego poder comparar los resultados con las impresiones reunidas al finalizar la tarea (lo esperado con lo real).
8. Páginas vistas / click: se utiliza en herramientas de analítica web, por lo que no es necesario realizar un estudio de usabilidad para recabar datos relacionados con este indicador. Sirve para aplicaciones web y sitios web; está demostrado que existe una alta correlación entre los clicks y el tiempo dedicado a cada tarea, siendo el primer click crucial para determinar si la tarea será realizada finalmente con éxito o no. Es una de las mejores métricas para medir la eficiencia.
9. Conversión: se trata de una medida de efectividad que también se puede encontrar en herramientas de analítica web. Es una herramienta esencial en el comercio electrónico ya que revela si los usuarios pueden completar las tareas de inscripción o compra en un sitio web; también se contabilizan de manera binario (1 = convertido, 0 = no convertido). A la hora de completar esta tarea y por lo tanto de lograr la conversión o no, normalmente afectan varios factores entre los cuales se encuentran los problemas de usabilidad, los errores y los tiempos.
10. SUM (Single Usability Metric): sirve para describir la usabilidad de un sistema mediante la combinación de tres indicadores de usabilidad: tasa de completación de tarea, tiempo de completación de tarea y nivel de satisfacción de la tarea.
11. SUS (System Usability Scale): es una herramienta rápida y fiable para medir la usabilidad. Consiste en un cuestionario compuesto por diez preguntas que se puntúan mediante una escala Likert (de 1 a 5). En 2023 se ha validado el cuestionario en español (10 ítems), así como una versión corta de 5 ítems[5]

## ¿Qué no son “pruebas de usabilidad”?
No se pueden considerar pruebas de usabilidad al conjunto de opiniones sobre un objeto, ya que esto corresponde a una investigación de mercado o investigación cualitativa. Las pruebas de usabilidad implican una observación sistemática en condiciones controladas para determinar cómo las personas interactúan con un determinado producto. Sin embargo, las pruebas cualitativas y de usabilidad pueden utilizarse conjuntamente como métodos para comprender mejor las motivaciones o percepciones de los usuarios, además de su interacción.
En lugar de preguntar a los usuarios: “¿Usted entiende esto?”, las pruebas de usabilidad implican observar a los usuarios tratando de resolver sus problemas. Por ejemplo, cuando un usuario utiliza las instrucciones para montar un juguete, no se le pediría que comentara las piezas o los materiales de las mismas, sino que debería montar el juguete. En este proceso influirá la redacción de las instrucciones, calidad de las ilustraciones y el diseño del juguete.

## Técnicas de pruebas de usabilidad

### Pasillo de pruebas
Las pruebas de usabilidad basadas en esta técnica son más baratas y rápidas que otras ya que las personas elegidas para realizar el estudio son escogidas al azar. De esta manera se ahorran costes relacionados con la contratación de personal especializado. El objetivo es analizar la manera en la que estos individuos usan e interaccionan con la aplicación o dispositivo a evaluar. Las personas seleccionadas para esta prueba no tienen un perfil concreto de modo, que las aptitudes, habilidades y capacidades de cada uno pueden ser totalmente diferentes.
Mediante esta prueba los diseñadores pueden identificar qué características de la aplicación resultan más confusas o difíciles de utilizar, e incluso qué aspectos de mayor gravedad impiden al usuario avanzar en las primeras etapas de un nuevo diseño. Las personas seleccionadas tienen que ser totalmente independientes y ajenos al producto, para lograr unos resultados óptimos y lo más reales posibles. Se debe asegurar que no se parte con cierto conocimiento de la aplicación, sitio web, dispositivo etc.

### Prueba de usabilidad remota
En un escenario en el que los evaluadores de usabilidad, los desarrolladores y los usuarios potenciales se encuentran en diferentes países y zonas horarias, la realización de una evaluación tradicional de usabilidad en un laboratorio genera retos tanto desde el punto de vista económico como desde las perspectivas logísticas.
Estas preocupaciones dieron lugar a la investigación sobre la evaluación de usabilidad a distancia, en la que el usuario y los evaluadores se encuentran separados en el espacio y el tiempo. Las pruebas a distancia dan lugar a nuevos y variados contextos en los que los usuarios parten de tecnologías diferentes y además las tareas se pueden desarrollar de manera síncrona o asíncrona.
De manera síncrona la comunicación entre el usuario y el evaluador es directa, se efectúa en tiempo real; mientras que la segunda implica que el usuario y el evaluador trabajan por separado. Existen numerosas herramientas disponibles para hacer frente a las necesidades de estos dos enfoques.

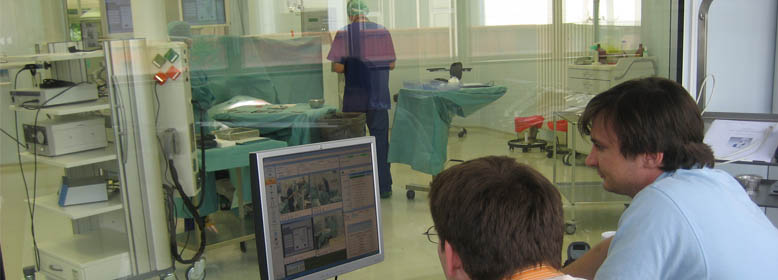

Las metodologías de pruebas de usabilidad síncrona se sirven de videoconferencia u otras herramientas que permiten el uso compartido de aplicaciones remotas, una de estas herramientas es WebEx. WebEx y GoToMeeting son las tecnologías más utilizadas para llevar a cabo un test de usabilidad remota síncrona. Sin embargo, las pruebas que se realizan de manera remota y síncrona pueden carecer de la inmediatez y el sentido de “presencia” deseada para apoyar un proceso de pruebas de colaboración. Por otra parte, la gestión de las dinámicas interpersonales a través de barreras culturales y lingüísticas pueden requerir enfoques sensibles a las culturas involucradas. Otras desventajas incluyen la reducción del control sobre el entorno en el que se realiza la prueba y las distracciones e interrupciones experimentados por los participantes en su ambiente nativo. Uno de los métodos más nuevos desarrollados para la realización de un test de usabilidad remota síncrona es mediante el uso de mundos virtuales.
Las metodologías asíncronas incluyen la entrega automática de un registro de la ruta o secuencia de clics que el usuario ha efectuado mientras navegaba (clickstream) y un registro con los incidentes críticos que se hayan producido mientras se interactuaba con la aplicación, así como retroalimentación subjetiva de la interfaz por los usuarios. Al igual que en un estudio de laboratorio, una prueba de usabilidad remota asíncrona está basada en tareas, de manera que la plataforma permite capturar los clicks y los tiempos utilizados para completar las tareas. Por lo tanto, todo esto permite que muchas empresas entiendan cuáles son las verdaderas intenciones o qué buscan realmente los usuarios cuando visitan sus sitios web.
Además, este tipo de pruebas de usuario también proporciona una oportunidad para obtener retroalimentación segmentada por zona geográfica y por tipo de actitud y de comportamiento. Las pruebas se llevan a cabo en el propio entorno del usuario (en lugar de los laboratorios) ayudando así a simular un escenario de la vida real. Este enfoque también ofrece un vehículo para solicitar fácilmente retroalimentación de los usuarios en zonas remotas de forma rápida y con inferiores gastos generales organizacionales. En los últimos años, la realización de pruebas de usabilidad de forma asíncrona ha llegado a ser muy frecuente permitiendo que los usuarios proporcionen sus comentarios y aportaciones en su tiempo libre y con toda comodidad desde su casa.

### Heurísticas de Nielsen
En la interacción humano-computadora, se siguen varios pasos para crear sistemas que sean amigables para el usuario. En el paso de evaluación, se realizan dos tipos de pruebas: de usabilidad y de expertos. En esta última se utilizan las heurísticas creadas por Jakob Nielsen para evaluar el diseño de la interfaz de usuario.
1. Visibilidad del estado del sistema. El sistema debe informar a los usuarios del estado del sistema, dando una retroalimentación apropiada en un tiempo razonable.[12]
2. Utilizar el lenguaje de los usuarios. El sistema debe utilizar el lenguaje de los usuarios, con palabras o frases que le sean conocidas, en lugar de los términos que se utilizan en el sistema, para que al usuario no se le dificulte utilizar el sistema.[12]
3. Control y libertad para el usuario. En casos en los que los usuarios elijan una opción del sistema por error, este debe contar con las opciones de deshacer y rehacer para proveer al usuario de una salida fácil sin tener que utilizar diálogo extendido.[12]
4. Consistencia y estándares.  El usuario debe seguir las normas y convenciones de la plataforma sobre la que está implementando el sistema, para que no se tenga que preguntar el significado de las palabras, situaciones o acciones del sistema.[12]
5. Prevención de errores. Es más importante prevenir la aparición de errores que generar buenos mensajes de error. Hay que eliminar acciones predispuestas al error o, en todo caso, localizarlas y preguntar al usuario si está seguro de realizarlas.[12]
6. Minimizar la carga de la memoria del usuario. El sistema debe minimizar la información que el usuario debe recordar mostrándola a través de objetos, acciones u opciones. El usuario no tiene por qué recordar la información que recibió anteriormente. Las instrucciones para el uso del sistema deberían ser visibles o estar al alcance del usuario cuando se requieran.[12]
7. Flexibilidad y eficiencia de uso. Los aceleradores permiten aumentar la velocidad de interacción para el usuario experto tal que el sistema pueda atraer a usuarios principiantes y experimentados. Es importante que el sistema permita personalizar acciones frecuentes para así acelerar el uso de este.[12]
8. Diálogos estéticos y diseño minimalista. La interfaz no debe contener información que no sea relevante o se utilice raramente, pues cada unidad adicional de información en un diálogo compite con las unidades relevantes de la información y disminuye su visibilidad relativa.[12]
9. Ayudar a los usuarios a reconocer, diagnosticar y recuperarse de los errores. Los mensajes de error deben expresarse en un lenguaje claro, indicar exactamente el problema y ser constructivos.[12]
10. Ayuda y documentación. A pesar de que es mejor un sistema que no necesite documentación, puede ser necesario disponer de esta. Si así es, la documentación tiene que ser fácil de encontrar, estar centrada en las tareas del usuario, tener información de las etapas a realizar y no ser muy extensa.[12]